# Prasat Balank
Prasat Balank es uno de los ocho distritos que forman la provincia camboyana de Kompung Thom, con una población estimada en marzo de 2008 de 47 193 habitantes. Está dividido en las siguientes  comunas (khum), que se muestran asimismo con población estimada de 2008:
- Doung 5,463
- Kraya 6,187
- Phan Nheum 5,462
- Sa Kream 8,593
- Sala Visai 13,215
- Sameakki 3,413
- Tuol Kreul 4,860[1]